# John Tyndall
John Tyndall (Leighlinbridge, 2 augustus 1820 – Haslemere, 4 december 1893) was een Iers natuurkundige uit de negentiende eeuw. Hij raakte bekend door zijn studie van diamagnetisme. Later in zijn carrière werkte hij aan infraroodstraling en de fysische eigenschappen van lucht. Hij schreef een tiental boeken over de in die tijd ultramoderne stand van zaken op het gebied van de experimentele natuurkunde, die begrijpelijk waren voor een brede groep mensen. Tussen 1853 en 1887 was hij professor aan het Royal Institution in Londen.

## Biografie
De in Leighlinbridge, een klein plaatsje in Ierland, geboren Tyndall kreeg na zijn schooltijd een aanstelling als landmeter waarbij hij uiteindelijk in Engeland terechtkwam. Daar vernam hij dat ze op het Queenwood College in Hampshire nog docenten zochten. Hij solliciteerde en werd in 1847 aangenomen. Hij gaf er les in onder andere landmeetkunde. 
Hij volgde een opleiding in de natuurwetenschappen bij Robert Bunsen aan de Philipps-Universiteit Marburg. Hier ontwikkelde hij zijn talent en passie voor de experimentele natuurkunde. Zijn opleiding rondde hij in twee jaar succesvol af. Genoodzaakt door geldgebrek moest hij terugkeren naar Engeland, waar hij zijn oude baan als docent op Queenwood weer opnam. 
In 1853 kreeg Tyndall, mede gesteund door Michael Faraday, een positie aan de Royal Institution in Londen. Hier zou hij tot zijn pensioen in 1887 werkzaam blijven.

## Werk
Tyndall was zeer welbespraakt en wist zijn publiek met vele experimenten en demonstraties te fascineren en te vermaken. Bijna altijd staafde hij zijn beweringen door experimenten die hij live voor zijn publiek uitvoerde. Hij besteedde veel tijd aan het voorbereiden van zijn lezingen, die specifiek gericht waren op een breed geïnteresseerd publiek. Met deze voordrachten verwierf Tyndall een grote bekendheid.
Zijn grootste bijdragen aan de wetenschap waren: 
- Hij mat als eerste de relatieve absorptiekracht van de broeikasgassen waterdamp, koolstofdioxide en methaan. Hij ontdekte dat waterdamp het belangrijkste broeikasgas is dat de temperatuur van de Aarde bepaalt. De theorie van het broeikaseffect was toen al geaccepteerd. Minder uitgebreide metingen aan waterdamp en koolstofdioxide waren onafhankelijk van hem drie jaar eerder gedaan door Eunice Newton Foote.
- Hij was de eerste die thermoforese waarnam en rapporteerde.
- Het Tyndall-effect, de elastische verstrooiing van licht onder invloed van deeltjes die groter zijn dan de golflengte van het licht. Door het Tyndall-effect krijgen suspensies van witte deeltjes soms een blauwe kleur.